# Club 57 (colonna sonora)
Club 57 è l'album che raccoglie i brani della colonna sonora della serie televisiva omonima, pubblicato l'8 novembre 2019.

## Tracce

### Edizione America Latina
1. Evaluna Montaner – El Tiempo Corre Al Revés – 2:17
2. Evaluna Montaner, Fefi Oliveira, Riccardo Frascari – Algo Bueno Va a Pasar – 2:55
3. Evaluna Montaner – Canta y No Pares – 3:48
4. Evaluna Montaner, Riccardo Frascari – Te Regalo la Luna – 3:58
5. Angela Rincon, Sebastián Silvia – Tan Sola – 2:33
6. Evaluna Montaner – Cuando Te Enamores de mí – 3:04
7. Evaluna Montaner, Carolina Mestrovic – Malalala – 2:41
8. Evaluna Montaner, Carolina Mestrovic – Ladrona – 2:57
9. Isabella Castillo – Club 57 – 2:26
10. Evaluna Montaner, Riccardo Frascari – Bailando en la Lluvia – 2:58
11. Riccardo Frascari – Deshojo la Margarita – 3:15
12. Evaluna Montaner – Me va a Extrañar – 4:28
13. Evaluna Montaner – Alíviame – 3:24
14. Isabella Castillo, Andrés Mercado – Concierto de Silencios – 3:35
15. Riccardo Frascari – Baby Baby – 3:36

### Edizione italiana
1. Evaluna Montaner – Corro nel tempo da te – 2:17
2. Evaluna Montaner – Canta e non fermarti – 3:48
3. Evaluna Montaner, Riccardo Frascari – Ti regalo la Luna – 3:58
4. Chiara Oliviero – Club 57 (versione italiana) – 2:11
5. Evaluna Montaner – Gli mancherò – 4:27

## Canzoni non presenti nell'album

### Edizione italiana
1. Evaluna Montaner – Quando ti innamorerai di me – 2:40
2. Laura Amadei – Malalala – 3:00
3. Evaluna Montaner, Riccardo Frascari – Ballando sotto la pioggia – 3:47
4. Evaluna Montaner, Fefi Oliveira, Riccardo Frascari – Qualche cosa cambierà – 3:00
5. Evaluna Montaner – Sei tu – 3:24

### Edizione portoghese
1. Evaluna Montaner – Não Tenho Tempo a Perder – 2:17
2. Evaluna Montaner – Não Vai Me Achar – 4:48
3. Evaluna Montaner – Vem Me Aliviar – 3:24